# Nationalratswahlkreise im Kanton Thurgau (1848)

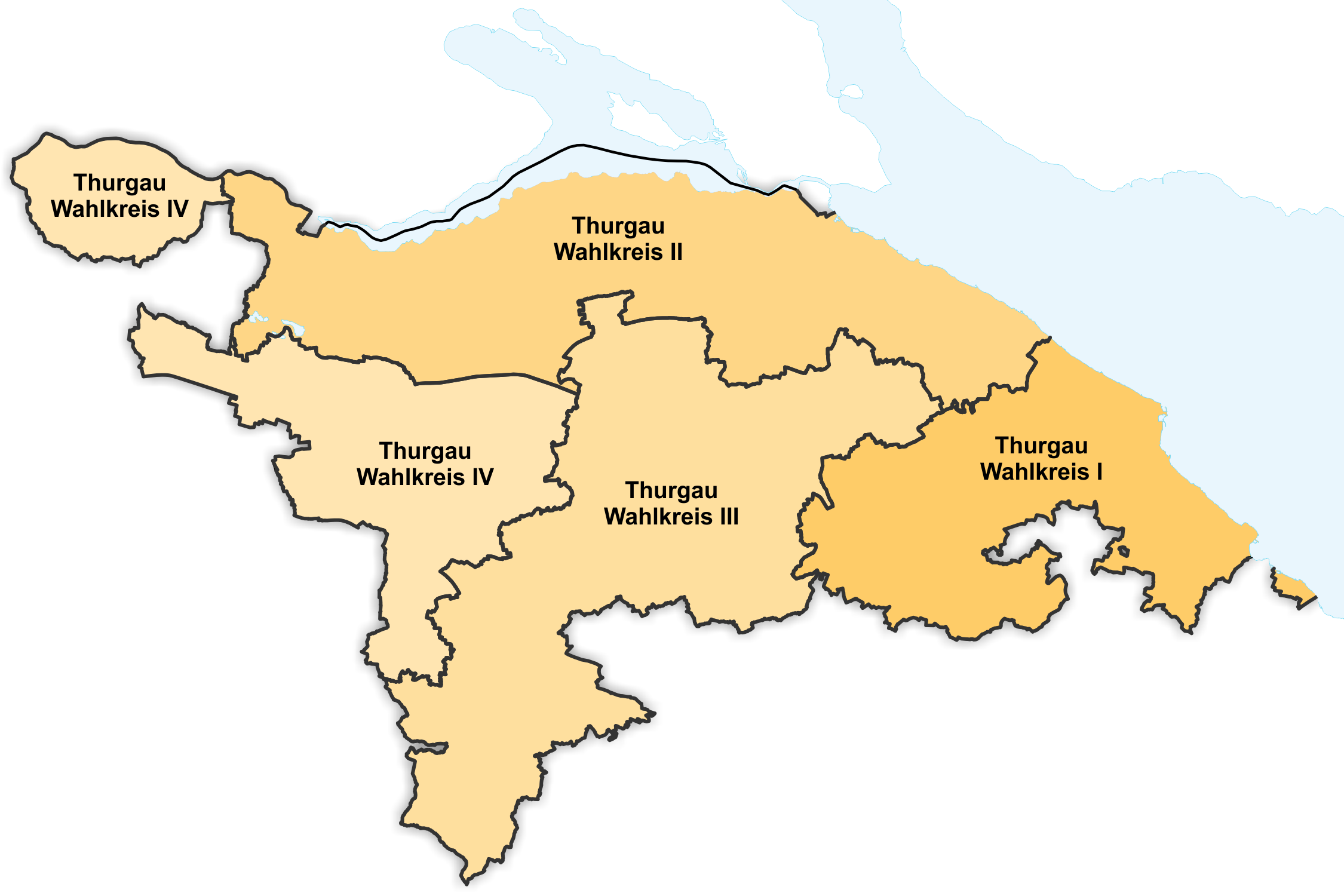
Wahlkreise Kanton Thurgau 1848

Bei den ersten Schweizer Nationalratswahlen im Jahr 1848 war der Kanton Thurgau das einzige Mal in mehrere Wahlkreise unterteilt. Nachdem die Tagsatzung am 14. September 1848 ein Dekret zur Durchführung der Wahlen verabschiedet hatte, fällte der Thurgauer Regierungsrat am darauf folgenden Tag den Beschluss, das Kantonsgebiet in vier Wahlkreise mit je einem Sitz aufzuteilen (§ 2885, StATG 3'00'92).
Dabei wurden jeweils zwei Bezirke wie folgt zusammengefasst:
- I. Wahlkreis: Bezirke Arbon und Bischofszell
- II. Wahlkreis: Bezirke Gottlieben (Kreuzlingen) und Steckborn
- III. Wahlkreis: Bezirke Tobel (Münchwilen) und Weinfelden
- IV. Wahlkreis: Bezirke Diessenhofen und Frauenfeld

Die Wahlen fanden am 5. Oktober 1848 statt. Im III. Wahlkreis waren zwei Wahlgänge notwendig, im IV. Wahlkreis sogar vier, sodass die kompletten Ergebnisse erst am 26. Oktober feststanden (siehe hier). Bei allen nachfolgenden Nationalratswahlen ab 1851 bildete der Kanton Thurgau einen einzigen Wahlkreis.